# 小路幸也
小路 幸也（しょうじ ゆきや、1961年 - ）は、日本の小説家。北海道旭川市出身。2002年、「空を見上げる古い歌を口ずさむ pulp-town fiction」により第29回メフィスト賞を受賞し作家デビュー。北海道江別市在住。

## 経歴
北海道旭川市生まれ。デビュー作「空を見上げる古い歌を口ずさむ pulp-town fiction」の舞台でもある旭川市パルプ町で少年期を過ごす。
旭川工業高等専門学校化学科三年次中退。学生時代は仲間とバンドを組み、ミュージシャンの夢を追いかけるが、24歳の時にひとつの区切りとして、札幌の広告制作会社へ就職する。ライター、エディター、プランナーとして勤務する傍ら、「自分だけのものを創りたい」という思いから小説を書き始め、30歳の誕生日に「職業として」の作家を志す。
38歳の時にゲームシナリオの執筆に参加したことをきっかけに14年勤務した広告制作会社を退社。その後は、村上龍原作の同名小説をゲーム化した「五分後の世界」をはじめとするゲームシナリオの執筆や専門学校のゲームシナリオ科講師を務めながら小説の執筆を続け、2002年11月「空を見上げる古い歌を口ずさむ pulp-town fiction」で第29回メフィスト賞を受賞し、作家としてデビューする。
子どもや若者の無垢で繊細な心や、友だち・仲間・家族といった人との繋がりの中から心の傷を癒したり、希望を見出そうとする人々を小路氏特有の包み込むような優しい感性で描き、青春小説・家族小説からミステリー・SFまで多彩なエンターテインメント作品を次々と発表している。
現時点の代表作には、デビュー作『空を見上げる古い歌を口ずさむ pulp-town fiction』や『HEARTBEAT』などがあり、『東京バンドワゴン』（集英社）は「2006年度本の雑誌上半期ベスト4」に選出され、その後シリーズ化されて続いている。また、『東京公園』については三浦春馬主演で映画化され、2011年に全国で公開された。
2024年『国道食堂 １st season』により第10回徳間文庫大賞を受賞。

## 人物
本、音楽、映画、スポーツをこよなく愛している。その様子は自ら管理人を務める小路幸也公式サイトの日記に詳しいが、スポーツは特にサッカー好きで、地元のコンサドーレ札幌を応援している。また、70年代のTVドラマやバラエティー番組に強い郷愁を抱いており、作品にもその影響を見ることができる。
Adobe Illustratorチュートリアル専門クリエイターのイラレ職人コロは息子。

## 作品リスト

### 小説

#### pulp-town fictionシリーズ
- 空を見上げる古い歌を口ずさむ pulp-town fiction（2003年4月 講談社 / 2007年5月 講談社文庫）
- 高く遠く空へ歌ううた pulp-town fiction（2004年4月 講談社 / 2008年2月 講談社文庫）

#### HEARTシリーズ
- HEARTBEAT（2005年4月 東京創元社ミステリ・フロンティア / 2012年8月 創元推理文庫）
- HEARTBLUE（2007年11月 東京創元社ミステリ・フロンティア / 2013年5月 創元推理文庫）

#### 東京バンドワゴンシリーズ
- 東京バンドワゴン（2006年4月 集英社 / 2008年4月 集英社文庫）
- シー・ラブズ・ユー 東京バンドワゴン（2007年5月 集英社 / 2009年4月 集英社文庫）
- スタンド・バイ・ミー 東京バンドワゴン（2008年4月 集英社 / 2010年4月 集英社文庫）
- マイ・ブルー・ヘブン 東京バンドワゴン（2009年4月 集英社 / 2011年4月 集英社文庫）※番外編
- オール・マイ・ラビング 東京バンドワゴン（2010年4月 集英社 / 2012年4月 集英社文庫）
- オブ・ラ・ディ オブ・ラ・ダ 東京バンドワゴン（2011年4月 集英社 / 2013年4月 集英社文庫）
- レディ・マドンナ 東京バンドワゴン（2012年4月 集英社 / 2013年8月 集英社文庫）
- フロム・ミー・トゥ・ユー 東京バンドワゴン（2013年4月 集英社 / 2015年4月 集英社文庫）※番外編
- オール・ユー・ニード・イズ・ラブ 東京バンドワゴン（2014年4月 集英社 / 2016年4月 集英社文庫）
- ヒア・カムズ・ザ・サン 東京バンドワゴン（2015年4月 集英社 / 2017年4月 集英社文庫）
- ザ・ロング・アンド・ワインディング・ロード 東京バンドワゴン（2016年4月 集英社 / 2018年4月 集英社文庫）
- ラブ・ミー・テンダー 東京バンドワゴン（2017年4月 集英社 / 2019年4月 集英社文庫）※番外編
- ヘイ・ジュード 東京バンドワゴン（2018年4月 集英社 / 2020年4月 集英社文庫）
- アンド・アイ・ラブ・ハー 東京バンドワゴン（2019年4月 集英社 / 2021年4月 集英社文庫）
- イエロー・サブマリン 東京バンドワゴン（2020年4月 集英社 / 2022年4月 集英社文庫）
- グッバイ・イエロー・ブリック・ロード 東京バンドワゴン（2021年4月 集英社 / 2023年4月 集英社文庫）
- 隠れの子 東京バンドワゴン零（2021年7月 集英社文庫）
- ハロー・グッドバイ 東京バンドワゴン（2022年4月 集英社 / 2024年4月 集英社文庫）
- ペニー・レイン 東京バンドワゴン（2023年4月 集英社 / 2025年4月 集英社文庫）
- キャント・バイ・ミー・ラブ 東京バンドワゴン（2024年4月 集英社）
- ザ・ネバーエンディング・ストーリー 東京バンドワゴン（2025年4月 集英社）

#### ダイ・シリーズ
- モーニング Mourning（2008年3月 実業之日本社 / 2010年11月 実業之日本社文庫）
- コーヒー・ブルース Coffee Blues（2012年1月 実業之日本社 / 2015年1月 実業之日本社文庫）
- ビタースイートワルツ Bittersweet Waltz（2014年7月 実業之日本社 / 2016年8月 実業之日本社文庫）
- スローバラード Slow ballad（2016年9月 実業之日本社 / 2020年2月 実業之日本社文庫）

#### 探偵ザンティピーシリーズ
- 探偵ザンティピーの休暇（2010年10月 幻冬舎文庫）
- 探偵ザンティピーの仏心（2011年10月 幻冬舎文庫）
- 探偵ザンティピーの惻隠（2012年10月 幻冬舎文庫）

#### 蘆野原偲郷シリーズ
- 猫と妻と暮らす 蘆野原偲郷（2011年6月 徳間書店 / 2014年4月 徳間文庫）
- 猫ヲ捜ス夢 蘆野原偲郷（2017年10月 徳間書店 / 2021年6月 徳間文庫）

#### 花咲小路シリーズ
- 花咲小路四丁目の聖人（2011年11月 ポプラ社 / 2013年10月 ポプラ文庫）
- 花咲小路一丁目の刑事（2013年11月 ポプラ社 / 2015年10月 ポプラ文庫）
- 花咲小路二丁目の花乃子さん（2015年9月 ポプラ社 / 2017年12月 ポプラ文庫）
- 花咲小路三丁目のナイト（2016年12月 ポプラ社 / 2018年12月 ポプラ文庫）
- 花咲小路三丁目北角のすばるちゃん（2018年9月 ポプラ社 / 2020年9月 ポプラ文庫）
- 花咲小路一丁目の髪結いの亭主（2019年12月 ポプラ社 / 2021年12月 ポプラ文庫）
- 花咲小路二丁目の寫眞館（2022年2月 ポプラ社 / 2024年2月 ポプラ文庫）
- 花咲小路二丁目中通りのアンパイア（2024年12月 ポプラ社）

#### スタンダップダブル!シリーズ
- スタンダップダブル!（2012年11月 角川春樹事務所 / 2015年11月 ハルキ文庫）
- スタンダップダブル! 甲子園ステージ（2014年2月 角川春樹事務所 / 2016年2月 ハルキ文庫）

#### 旅者の歌シリーズ
- 旅者の歌 始まりの地（2013年12月 幻冬舎 / 2014年12月 幻冬舎文庫）
- 旅者の歌 中途の王（2014年12月 幻冬舎）
  - 【改題】旅者の歌 魂の地より（2015年12月 幻冬舎文庫）

#### 札幌アンダーソングシリーズ
- 札幌アンダーソング（2014年1月 KADOKAWA 角川書店 / 2016年2月 角川文庫）
- 札幌アンダーソング 間奏曲（2015年3月 KADOKAWA 角川書店 / 2017年1月 角川文庫）
- 札幌アンダーソング ラスト・ソング（2016年4月 KADOKAWA 角川書店 / 2018年1月 角川文庫）

#### すべての神様の十月シリーズ
- すべての神様の十月（2014年6月 PHP研究所 / 2017年9月 PHP文芸文庫）
  - 収録作品：幸せな死神 / 貧乏神の災難 / 疫病神が微笑む / 動かない道祖神 / ひとりの九十九神 / 福の神の幸せ / 御蒔け・迷う山の神（文庫版のみ収録）
- すべての神様の十月(二)（2021年9月 PHP文芸文庫）
  - 収録作品：戌の日に / お稲荷さんをよろしく / 天狗さまのもとに / 死神に恋 / 眠れぬ夜の神様 / 笑う門には福来る / 落とした物を探しています / 引きこもりにおじさん / 子供は風の子 / 七回目の神様
- すべての神様の十月(三)（2024年1月 PHP文芸文庫）
  - 収録作品：結ばれたものは / コンビニで恩返し / 間に合わせます / 運が良くても悪くても / 当たり過ぎる / 気象予報士は雨女 / 方向音痴は治りません / 座敷童は大人になるのか / 死神よ来い / 地味過ぎる

#### マイ・ディア・ポリスマンシリーズ
- マイ・ディア・ポリスマン（2017年7月 祥伝社 / 2020年6月 祥伝社文庫）
- 春は始まりのうた　マイ・ディア・ポリスマン（2018年10月 祥伝社 / 2020年7月 祥伝社文庫）
- 夏服を着た恋人たち　マイ・ディア・ポリスマン（2019年10月 祥伝社 / 2021年8月 祥伝社文庫）

#### 駐在日記シリーズ
- 駐在日記（2017年11月 中央公論新社 / 2020年2月 中公文庫）
- あの日に帰りたい 駐在日記（2019年9月 中央公論新社 / 2021年5月 中公文庫）
- 君と歩いた青春 駐在日記（2021年6月 中央公論新社 / 2023年7月 中公文庫）

#### 国道食堂シリーズ
- 国道食堂 1st season（2020年1月 徳間書店 / 2023年5月 徳間文庫）
- 国道食堂 2nd season（2021年1月 徳間書店 / 2023年5月 徳間文庫）

#### 銀の鰊亭シリーズ
- 〈銀の鰊亭〉の御挨拶（2020年2月 光文社 / 2022年6月 光文社文庫）
- 〈磯貝探偵事務所〉からの御挨拶（2022年5月 光文社 / 2024年6月 光文社文庫）
- 失踪人 磯貝探偵事務所ケースC（2024年5月 光文社）

#### からさんの家シリーズ
- からさんの家 まひろの章（2023年8月 徳間書店）
- からさんの家 伽羅の章（2023年9月 徳間書店）

#### ノンシリーズ
- Q.O.L（2004年8月 集英社）
- そこへ届くのは僕たちの声（2004年11月 新潮社 / 2011年1月 新潮文庫 / 2016年3月 文春文庫）
- HOMETOWN ホームタウン（2005年8月 幻冬舎 / 2008年10月 幻冬舎文庫）
- キサトア（2006年6月 理論社 / 2012年5月 文春文庫）
- 東京公園（2006年10月 新潮社/ 2009年8月 新潮文庫）
- カレンダーボーイ（2007年11月 ポプラ社 / 2010年12月 ポプラ文庫）
- 21 twenty one（2008年6月 幻冬舎 / 2011年6月 幻冬舎文庫）
- うたうひと（2008年7月 祥伝社 / 2010年10月 祥伝社文庫）
  - 収録作品：クラプトンの涙 / 左側のボーカリスト / 唇に愛を / バラードを / 笑うライオン / その夜に歌う / 明日を笑え / アンコール 親父の唄（文庫版のみ収録）
- 空へ向かう花（2008年9月 講談社 / 2011年9月 講談社文庫）
- 残される者たちへ（2008年12月 小学館 / 2011年10月 小学館文庫）
- わたしとトムおじさん（2009年1月 朝日新聞出版 / 2012年9月 朝日文庫）
- ブロードアレイ・ミュージアム（2009年3月 文藝春秋 / 2011年9月 文春文庫）
  - 収録作品：サッチモのコルネット / ラリックのガラス細工 / ベーブ・ルースのボール / シャネルの0番 / リンドバーグの帽子 / ドラキュラのマント（文庫版のみ収録）
- COW HOUSE（2009年6月 ポプラ社 / 2011年8月 ポプラ文庫）
- brother sun 早坂家のこと（2009年8月 徳間書店）
  - 【改題】早坂家の三姉妹 brother sun（2011年8月 徳間文庫）
- 僕たちの旅の話をしよう（2009年10月 MF文庫 / 2011年11月 集英社みらい文庫）
- リライブ（2009年12月 新潮社 / 2012年9月 新潮文庫）
  - 収録作品：輝子の恋 / 最後から二番目の恋 / 彼女が来た / J / 生きること / あらざるもの / すばらしきせかい
- DOWN TOWN（2010年2月 河出書房新社 / 2012年3月 河出文庫）
- 僕は長い昼と長い夜を過ごす（2010年6月 早川書房ハヤカワ・ミステリワールド / 2012年6月 ハヤカワ文庫JA）
- さくらの丘で（2010年9月 祥伝社 / 2013年6月 祥伝社文庫）
- ラプソディ・イン・ラブ（2010年10月 PHP研究所 / 2013年11月 PHP文芸文庫）
- ピースメーカー（2011年1月 ポプラ社 / 2013年8月 ポプラ文庫）[5]
  - 収録作品：1974年の〈ロミオとジュリエット〉 / 1974年の〈サウンド・オブ・サイエンス〉 / 1974年の〈スモーク・オン・ザ・ウォーター〉 / 1974年の〈ブートレグ〉 / 1974年の〈愛の休日〉 / 1975年の〈マイ・ファニー・バレンタイン〉
- 夏のジオラマ（2011年7月 集英社みらい文庫）
- 東京ピーターパン（2011年10月 角川書店 / 2013年12月 角川文庫）
- 荻窪シェアハウス小助川（2012年2月 新潮社 / 2014年7月 新潮文庫）
- 話虫千（2012年6月 筑摩書房 / 2015年5月 ちくま文庫）
- キシャツー（2012年7月 河出書房新社 / 2014年7月 河出文庫）
- ナモナキラクエン（2012年9月 角川書店 / 2014年5月 KADOKAWA 角川文庫）
- 蜂蜜秘密（2013年2月 文藝春秋 / 2015年9月 文春文庫）
- 娘の結婚（2013年7月 祥伝社 / 2016年6月 祥伝社文庫）
- 小路幸也 少年少女小説集（2013年10月 ちくま文庫） 
  - 収録作品：リバティ / ゆめのなか / 林檎ジャム / トーストや / あなたの生まれた季節 / Fishing with My Brother / コレッタの夏休み / コレッタの冬休み / レンズマンの子供 / コヨーテ、海へ / ライオンは草原の夢を見る
- 壁と孔雀（2014年8月 早川書房 / 2017年2月 ハヤカワ文庫）
- スターダストパレード（2014年9月 講談社 / 2017年7月 講談社文庫）
- みんなの少年探偵団 少年探偵（2015年1月 ポプラ社 / 2017年5月 ポプラ文庫）
- 踊り子と探偵とパリを（2015年5月 文藝春秋 / 2018年5月 文春文庫）
- 怪獣の夏 はるかな星へ（2015年6月 筑摩書房）
- ロング・ロング・ホリディ（2016年1月 PHP研究所 / 2018年7月 PHP文芸文庫）
- アシタノユキカタ（2016年2月 祥伝社 / 2019年1月 祥伝社文庫）
- 恭一郎と七人の叔母（2016年3月 徳間書店 / 2019年2月 徳間文庫）
- ストレンジャー・イン・パラダイス（2016年6月 中央公論新社 / 2019年3月 中公文庫）
- 小説家の姉と（2016年7月 宝島社 / 2025年3月 宝島社文庫）
- 風とにわか雨と花（2017年5月 キノブックス / 2022年8月 徳間文庫）
- 東京カウガール（2017年6月 PHP研究所 / 2020年8月 PHP文芸文庫）
- 花歌は、うたう（2017年10月 河出書房新社）
- テレビ探偵（2018年12月 KADOKAWA）
- 三兄弟の僕らは（2020年3月 PHP研究所 / 2023年1月 PHP文芸文庫）
- 明日は結婚式（2021年7月 祥伝社 / 2024年7月 祥伝社文庫）
- テレビじゃん!（2022年2月 角川文庫）
- 素晴らしき国 Great Place（2022年8月 角川春樹事務所 / 2025年6月 ハルキ文庫）
- マンション フォンティーヌ（2023年10月 祥伝社）
- バイト・クラブ（2024年11月 中央公論新社）
- A DAY IN YOUR LIFE（2025年2月 徳間書店）

### ノベライズ
- うた魂♪（2008年3月 朝日文庫）
- おにいちゃんのハナビ（2010年8月 朝日文庫） - 原案：西田征史
- 家族はつらいよ（2015年12月 講談社文庫） - 原案：山田洋次、平松恵美子
- 家族はつらいよ2（2017年3月 講談社文庫） - 原案：山田洋次、平松恵美子
- 妻よ薔薇のように 家族はつらいよ3（2018年3月、講談社文庫） - 原作・脚本：山田洋次、脚本：平松恵美子
- 男はつらいよ お帰り寅さん（2019年12月、講談社） - 原作・脚本：山田洋次、脚本：朝原雄三

### 共著・アンソロジー
「」内が収録作品
- 旅立ち。卒業、十の話（2008年2月 ダ・ヴィンチブックス文庫）「あなたの生まれた季節」
- 短編ベストコレクション 現代の小説2008（2008年6月 徳間文庫）「唇に愛を」
- 青春音楽小説アンソロジー Heart Beat（2008年10月 ジャイブ）
  - 【改題】音楽小説コレクション ポリリズム（2010年11月 ポプラ文庫ピュアフル）「peacemaker」
- utage 宴 北の作家アンソロジーvol.1（2008年10月 柏艪社）「Fising with My Brother」
- 七つの死者の囁き（2008年12月 新潮文庫）「最後から二番目の恋」
- Over the Wind（2009年4月 ジャイブ）「peacemaker」
- 眠れなくなる夢十夜（2009年6月 新潮文庫 / 2017年1月 新潮文庫）「輝子の恋」
- 短篇ベストコレクション 現代の小説2009（2009年6月 徳間文庫）「明日を笑え」
- ぼくの歌が君に届きますように（2009年9月 ポプラ社）「peacemaker 1974年の赤星祭」
- NOVA 2 書き下ろし日本SFコレクション（2010年7月 河出書房新社）「レンズマンの子供」
- utage 宴 北の作家アンソロジーvol.2（2010年12月 柏艪舎）「My Wife and a Sketchbook」
- Happy Box（2012年3月 PHP研究所 / 2015年11月 PHP文芸文庫）「幸せな死神」
- とっさの方言（2012年8月 ポプラ文庫）「投げる」 ※方言エッセイアンソロジー
- つむじダブル（2012年9月 ポプラ社 / 2015年2月 ポプラ文庫） - 宮下奈都との共著
- エール! 1（2012年10月 実業之日本社文庫）「イッツ・ア・スモール・ワールド」
- いつも一緒に 犬と作家のものがたり（2013年1月 新潮文庫）「犬がいる」
- 東京ホタル（2013年5月 ポプラ社 / 2015年5月 ポプラ文庫）「蛍の光り」
- 学校では教えてくれない 人生を変える音楽（2013年5月 河出書房新社）「沢田研二を観ろ。」※エッセイアンソロジー
- 本をめぐる物語 一冊の扉（2014年2月 KADOKAWA / 角川文庫）「ラバーズブック」
- 5分で読める! 怖いはなし（2014年6月 宝島社文庫）「ぬらずみ様」
- みんなの少年探偵団（2014年11月 ポプラ社 / 2016年12月 ポプラ文庫）「東京の探偵たち」
- 3時のおやつ ふたたび（2016年2月 ポプラ社）「〈一斗缶〉と〈雪印〉のアイスクリーム」
- I Love Father（2017年6月 宝島社）「美女とお父さんと私」
- おしゃべりな銀座（2017年7月 扶桑社）「街を走っていた」
- 2030年の旅（2017年10月 中公文庫）「里帰りはUFOで」
- 泣ける! ミステリー 父と子の物語（2019年6月 宝島社文庫）「美女とお父さんと私」
- 相剋 警察小説傑作選（2022年1月 PHP文芸文庫）「日曜日の釣りは、身元不明」

### 単行本未収録（雑誌連載、掲載）作品
- 2005年「リバティ」（集英社『小説すばる」9月号より連載開始）
- 2005年「ゆめのなか」（集英社『小説すばる』10月号）
- 2006年「林檎ジャム」（集英社『小説すばる』5月号）
- 2006年「トーストや」（集英社『小説すばる』10月号、連載終了）
- 2007年「HERO shed tears」（集英社『小説すばる』1月号）
- 2007年「HERO tear away」（集英社『小説すばる』4月号）
- 2007年「HERO teary letter」（集英社『小説すばる』1月号）
- 2008年「HERO throygh tears」（集英社『小説すばる』4月号）
- 2008年「HERO single tears」（「集英社『小説すばる』7月号）
- 2008年「HERO part in tears」（集英社『小説すばる』10月号に掲載）
- 2008年「HERO over the tears」（集英社『小説すばる』1月号掲載、連載終了）
- 2009年「六条辻亭へどうぞ」（マガジンハウス『ウフ.』2月号より連載開始）
- 2009年「六条辻亭へどうぞ」（マガジンハウス『ウフ.』5月号連載終了）※ウフ.休刊の為。
- 2009年「コレッタの夏休み」（光村図書出版『飛ぶ教室』summer掲載）
- 2010年「コレッタの冬休み」（光村図書出版『飛ぶ教室』winter掲載）
- 2011年「石田荘物語」（寿郎社『季刊メタポゾン』第3号より連載開始）
- 2011年「peacemaker 2nd album」（ポプラ社 webマガジン『ポプラビーチ』11月配信分より連載開始）※ピースメーカーシリーズ
- 2012年「キケン・アンシン・セーカクカメラ」（NHKネットコミュニケーション小説 2012年12月20日より連載開始）
- 2014年「猫と少年」（講談社『小説現代』2014年2月号）
- 2014年「板倉さんのこと」（PHP研究所『文蔵』2014年4月号）
- 2014年「嘘のわかる僕 黒木クリーニング店」（実業之日本社『ジェイ・ノベル』7月号）
- 2014年「花咲二丁目の花乃子さん」（ポプラ社『asta』8月号）
- 2015年「うたうたい列車」（光村図書出版『飛ぶ教室』第40号2015年冬【特集】もっと童話をたのしもう！）
- 2025年「脅迫者 磯貝探偵事務所ケースD」 （光文社『ジャーロ』No.101 2025 JULY - ）

## 映像化作品

### 映画
- 東京公園（2011年6月18日公開、配給：ショウゲート、監督：青山真治、主演：三浦春馬）

### テレビドラマ
- 東京バンドワゴン〜下町大家族物語（2013年10月12日 - 12月14日、全10話、日本テレビ系、主演：亀梨和也）
- 新春ドラマスペシャル 娘の結婚（2018年1月8日、テレビ東京、主演：中井貴一）